# Мобільні елементи геному
Мобільні елементи геному — послідовності ДНК, здатні переміщатися усередині геному живих організмів. Існує декілька класів мобільних елементів геному, що відрізняються за будовою і способом переміщення:
- Інсерційні елементи, наприклад, IS1603
- Транспозони, наприклад, Tn5
- Профаги — латентна форма помірних бактеріофагів, наприклад, транспозонподібного фагу Mu (мю)
- Плазміди, наприклад, статеві ворсинки кишкової палички F (еф)

Хоча мобільні елементи в цілому є «генетичними паразитами», викликаючи мутації в генетичному матеріалі організму хазяїна, і знижуючи його пристосованість за рахунок витрати ресурсів на реплікацію і синтез білків паразиту, вони є важливим механізмом мінливості і обміну генетичним матеріалом між організмами як одного виду, так і різних видів.